# Yentl Vandevelde
Yentl Vandevelde, né le 31 octobre 2000 à Gand, est un coureur cycliste belge.

## Biographie
Originaire de Gand, Yentl Vandevelde vit actuellement à Eke en Région flamande. Il pratique le cyclisme depuis l'âge de quinze ans. 
En 2018, il termine deuxième des Boucles de l'Oise juniors (moins de 19 ans), après s'être imposé sur la première étape. Il évolue ensuite au sein des clubs VDM-Trawobo et Davo United lors de ses trois premières années espoirs (moins de 23 ans). Durant cette période, il se distingue principalement dans des courses régionales. Il obtient aussi diverses places d'honneur sur des interclubs. 
Pour la saison 2022, il s'engage avec l'équipe continentale Minerva. Sous les couleurs de cette formation, il remporte l'Internatie Reningelst et le classement final des U23 Road Series. Il termine également cinquième du Circuit Het Nieuwsblad espoirs, ou encore huitième du Stadsprijs Geraardsbergen, une kermesse professionnelle. 
Après ses performances, il souhaite intégrer l'UCI ProTeam Sport Vlaanderen-Baloise, mais n'y parvient pas. Yentl Vandevelde est néanmoins recruté par la nouvelle structure TDT-Unibet, montée par le Youtubeur et cycliste Bas Tietema. Au printemps 2023, il s'illustre en remportant la première étape du ZLM Tour, grâce à une échappée victorieuse.

## Palmarès et résultats

### Par année
- 2018
  - 1re étape des Boucles de l'Oise Juniors
  - 2e des Boucles de l'Oise Juniors
- 2022
  - U23 Road Series
  - Internatie Reningelst
  - 2e du Hel van Voerendaal
  - 3e de la Hill 60-Koers
- 2023
  - 1re étape du ZLM Tour
- 2024
  - 3e de la Coupe Sels
- 2025
  - 3e de la Heusden Koers

### Classements mondiaux
| Année           | 2022   |
| --------------- | ------ |
| UCI Europe Tour | 1 535e |